# Herbert Pilz
Herbert Pilz (* 22. Dezember 1930 in Leipzig; † 26. September 2022 ebenda) war ein deutscher Koch, Gastronomiehistoriker sowie Fach- und Kochbuchautor.

## Leben und Wirken
Herbert Pilz machte nach dem Schulbesuch (kriegsbedingt Abschluss der 9. Klasse) in seiner Heimatstadt von 1945 bis 1947 eine Ausbildung zum Koch, danach arbeitete er u. a. in diesem Beruf im Leipziger Burgkeller und in der Großküche des Bergbauobjekts 08 der Wismut AG bei Schwarzenberg. Ab Mitte der 1950er Jahre studierte Pilz in Leipzig an der neu gegründeten Fachschule für Gastronomie. Nach seinem Abschluss als Wirtschaftler der Gastronomie ging er nach Berlin und arbeitete dort für mehrere Jahre im Versorgungsstab des DDR-Ministeriums für Handel und Versorgung. 1965 kehrte Pilz nach Leipzig zu seiner ehemaligen Ausbildungsstätte zurück und war dort bis zu seinem Ruhestand 1991 Dozent, Studiendirektor und Fachrichtungsleiter an der nun umbenannten Fachschule für Gaststätten- und Hotelwesen (heute Susanna-Eger-Schule, Berufliches Schulzentrum der Stadt Leipzig).
Herbert Pilz zeichnete sich als Autor zahlreicher Fach- und Lehrbücher zum Gaststättenwesen aus, die meist in mehreren Auflagen erschienen. Dazu verfasste er Kochbücher und beschäftigte sich mit der Geschichte vornehmlich der Leipziger und sächsischen Gastronomie. 
Mit dem sporadisch vergebenen Ehrenpreis Carl-Friedrich-von-Rumohr-Ring erhielt Pilz  eine der renommiertesten deutschen Auszeichnungen für verdiente Personen aus der Gastronomie, Hotellerie, Kochkunst sowie der Wein- und Tafelkultur.

## Auszeichnungen
- 1995: Ehrenmitgliedschaft im Internationalen Kochkunstverein zu Leipzig 1884 e. V.[3]
- 1997: Carl-Friedrich-von Rumohr-Ring der Gastronomischen Akademie Deutschlands (GAD)[4]
- 2019: Goldenes Kleeblatt des VKD vom Verband der Köche Deutschlands e. V.[3]

## Schriften (Auswahl)
- mit Heini Decker: Gastronomische Versorgung im Betrieb. 2. Auflage, Verlag Die Wirtschaft, Berlin 1967, DNB 456319425
- mit Rudolf Kroboth (Red.): Das Fischrestaurant. Dokumentation über neuzeitliche Fischgaststätten. Werbedienst der VVB Hochseefischerei, Rostock 1969, DNB 740669117
- mit Achim Knust (Hrsg.): Der Leiter im Gaststätten- und Hotelwesen. Von einem Autorenkollektiv der Fachschule für das Gaststätten- und Hotelwesen (= Ökonomisches Handbuch). Verlag Die Wirtschaft, Berlin 1970, DNB 457401397
- Beiträge zur rationellen Gestaltung der Verpflegung im Gaststättenwesen. Gesellschaft für Betriebsberatung des Handels, Berlin 1971, DNB 750842199
- mit Rolf Kausch: Angebots- und Verkaufskunde im sozialistischen Gaststättenwesen. 2. Auflage, Gesellschaft für Betriebsberatung des Handels, Berlin 1973, DNB 750813571
- mit Rolf Kausch: Im Mittelpunkt unser Gast. 25 aktuelle Kapitel Angebots- und Verkaufskunde für das Gaststättenwesen. 3. Auflage, Verlag Die Wirtschaft, Berlin 1978, DNB 780425960.
- ABC der Speisenproduktion. 7. Auflage, Verlag Die Wirtschaft, Berlin 1981, DNB 820446203
- Gaststättenkalkulation, Gaststättenpreise. Eine Erläuterung der Bestimmungen für die Kalkulation, Preisbildung, Preisauszeichnung und Preiskontrolle, sowie den Einsatz und die Kontrolle von Schankgefässen im Gaststättenwesen mit zahlreichen Beispielen. 9. Auflage, Verlag Die Wirtschaft, Berlin 1982, DNB 830471227
- Handbuch der Speisen. Nachschlagewerk über Speisenkomponenten, Speisen und Gerichte mit Nährwerttabellen für über 300 Lebensmittel und über 2.700 Rezepturen. 4. Auflage, Fachbuchverlag, Leipzig 1983, DNB 840314922
- Leipziger Kulinarien. Heft 1–7. Fachschule für das Gaststätten- und Hotelwesen Leipzig, Leipzig 1984–1990, ZDB-ID 1175133-2.
- Kulinarische Antiquitäten. Heft 1–13. Fachschule für das Gaststätten- und Hotelwesen Leipzig, Leipzig 1984–2001, DNB 210181087 (dort drei Publikationen nachgewiesen).
- Getränke-ABC. 2100 Stichwörter über alkoholfreie und alkoholische Getränke. 3. Auflage, Fachbuchverlag, Leipzig 1985, DNB 860433943.
- Grundlagen der Gemeinschaftsverpflegung. Teil 1 und 2. Fachschule für das Gaststätten- und Hotelwesen, Leipzig 1986–1987, DNB 1025155459
- Die Geschichte der Leipziger Lerchen. In: Ernährungsforschung. Aktuelle Informationen aus Wissenschaft und Praxis 32 (1987), Nr. 2, ISSN 0071-1179, S. 61–62.
- (als Hrsg.): Charlotte Wagner: Vom Rind, Schwein und Schöps. Aus dem Buch der Fleischspeisen. Verlag für die Frau, Leipzig 1988, ISBN 978-3-7304-0174-3.
- mit Frank-Uwe Pilz: Käsespezialitäten. 600 Rezepte der internationalen Küche. Fachbuchverlag, Leipzig 1989, ISBN 978-3-343-00543-7.
- (als Hrsg.): Leipziger Allerlei. Herzhaftes aus Therese Nieses Kochbuch. Verlag für die Frau, Leipzig 1989, ISBN 978-3-7304-0235-1.
- (als Hrsg.): Vegetarisches. Aus Anna Springers Kochbuch von 1907. Verlag für die Frau, Leipzig 1990, ISBN 978-3-7304-0271-9.
- (als Hrsg.): Gaststätten- und Hotelküche. Planung und Leitung – warme Küche – kalte Küche – Leistungsangebot und Sonderaufgaben – Rezepte. 11 Übersichten und über 1.700 Rezepte. 2. Aufl., Fachbuchverlag, Leipzig 1990, ISBN 978-3-343-00626-7.
- Leipzig kulinarisch. Ein zeitgeschichtlicher Streifzug. Internationaler Kochkunstverein, Leipzig 1993, DNB 945798091.
- (als Hrsg.): China-Kochbüchlein. Verlag für die Frau, Leipzig 1993, ISBN 978-3-7304-0344-0.
- Kaffeetrinken und Kaffeekochen im alten Leipzig. In: Süsse muss der Coffee sein! Drei Jahrhunderte europäische Kaffeekultur und die Kaffeesachsen, Hrsg.: Stadtgeschichtliches Museum Leipzig. Leipzig 1994, ISBN 978-3-910034-04-4, S. 99–110.
- Bier und Bierschank im alten Leipzig. In: Leipziger Kalender 1996, hrsg. von der Stadt Leipzig, der Oberbürgermeister, Stadtarchiv. Edition Reintzsch, Leipzig 1997, ISBN 3-930846-09-8, S. 98–113.
- Das Gastgewerbe auf der Sächsisch-Thüringischen Industrie- und Gewerbe-Ausstellung zu Leipzig 1897. In: Leipziger Kalender 1998, hrsg. von der Stadt Leipzig, der Oberbürgermeister, Stadtarchiv. Leipziger Universitätsverlag, Leipzig 1998, ISBN 3-933240-04-2, S. 239–249.
- Gastlicher Auerbachs Keller. Essen, Trinken, Feiern in Leipzig und seinem berühmten Keller. Ein kulinarischer Streifzug durch die Jahrhunderte. Auerbachs Keller, Leipzig 2001, DNB 968852793
- Wohl bekomm's und guten Appetit. Leipziger Gastronomiegeschichte(n). Leipziger Medien-Service, Leipzig 2011, ISBN 978-3-942360-04-3.
- mit Frank-Uwe Pilz: "Komm, wir gehen in die Stadt!". Gastronomie und Handel in Leipzigs Innenstadt. 1945 bis 1990. Passage-Verlag, Leipzig 2015, ISBN 978-3-95415-026-7.